# Combinado nórdico nos Jogos Olímpicos de Inverno de 1932
O combinado nórdico nos Jogos Olímpicos de Inverno de 1932 foi disputado apenas por homens. Consistiu de uma corrida cross-country de 18 km, disputada em 10 de fevereiro de 1932, e uma competição de saltos disputada no dia seguinte.
Johan Grøttumsbråten, da Noruega, conquistou o bicampeonato olímpico ao finalizar a competição com um total de 446 pontos. Além das duas medalhas de ouro, Grøttumsbråten havia conquistado a medalha de bronze nos Jogos de 1924.

## Medalhistas
| Ouro   | NOR Johan Grøttumsbråten |
| Prata  | NOR Ole Stenen           |
| Bronze | NOR Hans Vinjarengen     |

## Resultados
| Pos. | Atleta                   | Total  |
| ---- | ------------------------ | ------ |
|      | NOR Johan Grøttumsbråten | 446,00 |
|      | NOR Ole Stenen           | 436,05 |
|      | NOR Hans Vinjarengen     | 434,60 |
| 4    | NOR Sverre Kolterud      | 418,70 |
| 5    | SWE Sven Eriksson        | 402,30 |
| 6    | TCH Antonín Bartoň       | 397,10 |
| 7    | POL Bronisław Czech      | 392,00 |
| 8    | TCH František Šimůnek    | 375,30 |
| 9    | USA Rolf Monsen          | 369,30 |
| 10   | CAN Jostein Nordmoe      | 367,56 |
| 11   | TCH Ján Cífka            | 367,40 |
| 12   | ITA Ernesto Zardini      | 362,20 |
| 13   | TCH Jaroslav Feistauer   | 361,30 |
| 14   | USA Edward Blood         | 361,45 |
| 15   | JPN Takemitsu Tsubokawa  | 358,90 |
| 16   | USA Lloyd Ellingson      | 354,20 |
| 17   | ITA Ingenuino Dallagio   | 346,00 |
| 18   | AUT Harald Paumgarten    | 342,20 |
| 19   | POL Andrzej Marusarz     | 335,10 |
| 20   | JPN Heigoro Kuriyagawa   | 332,80 |
| 21   | ITA Severino Menardi     | 332,70 |
| 22   | SUI Cesare Chiogna       | 321,60 |
| 23   | SUI Fritz Kaufmann       | 320,70 |
| 24   | CAN Howard Bagguley      | 318,70 |
| 25   | USA John Ericksen        | 316,30 |
| 26   | SUI Fritz Steuri         | 315,90 |
| 27   | POL Stanisław Marusarz   | 308,05 |
| 28   | SWE Holger Schön         | 300,80 |
| 29   | AUT Harald Bosio         | 298,70 |
| 30   | CAN Arthur Gravel        | 278,60 |
| 31   | CAN Ross Wilson          | 252,80 |
| 32   | JPN Katsumi Yamada       | 222,20 |
| 33   | AUT Gregor Höll          | 185,00 |